# Gary Caldwell
Gary Robert Caldwell (født 12. april 1982 i Stirling, Skotland) er en skotsk tidligere fodboldspiller, der spillede som midterforsvarer. Han spillede en årrække hos Celtic, og var også tilknyttet blandt andet Hibernian og Wigan.
Caldwell vandt med Celtic det skotske mesterskab i både 2007 og 2008, samt pokalturneringen i 2007 og Liga Cuppen i 2009.

## Landshold
Caldwell nåede 55 kampe og to scoringer for Skotlands landshold, som han debuterede for den 27. marts 2002 i et opgør mod Frankrig.

## Titler
Skotsk Premier League
- 2007 og 2008 med Celtic F.C.

Skotsk FA Cup
- 2007 med Celtic F.C.

Skotsk Liga Cup
- 2009 med Celtic F.C.